# Musée phallologique islandais
Le musée phallologique islandais, en islandais Hið Íslenzka Reðasafn, est un musée d'Islande situé à Reykjavik, la capitale du pays ; avant 2012, il se trouvait depuis sa création en 1997 à Húsavík, une petite ville de la côte septentrionale.

## Description et histoire

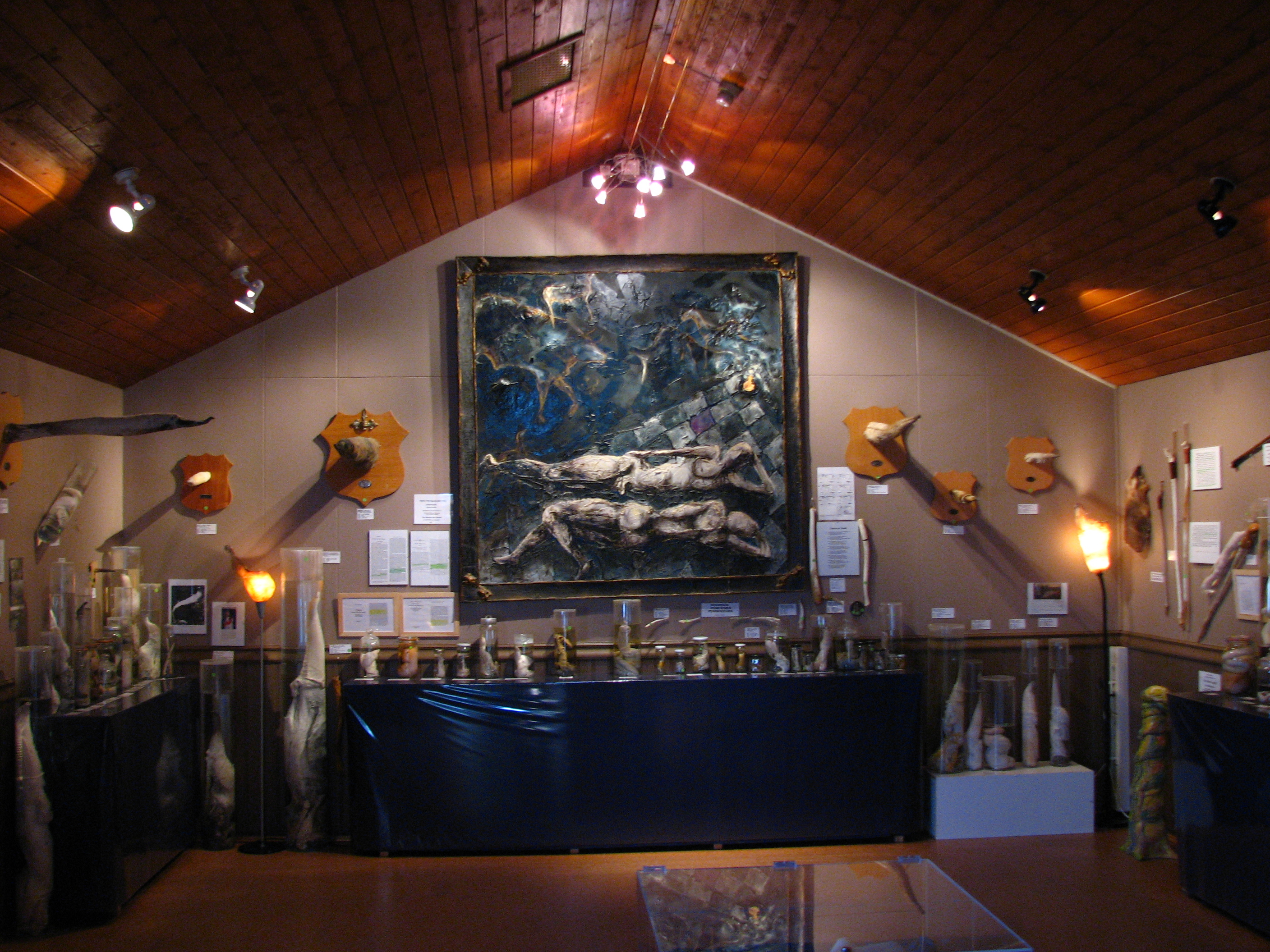
Vue de l'intérieur de l'ancien musée à Húsavík.

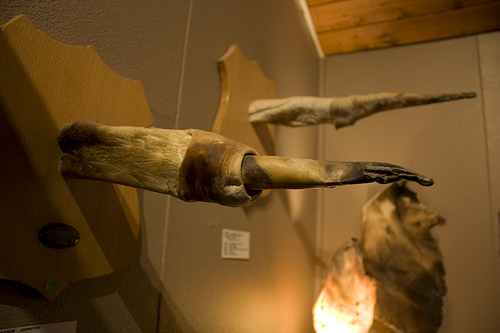
Deux pénis de baleines à l'intérieur du musée.

Panneau du musée phallologique islandais.

Unique au monde, le musée islandais du phallus (Hið Íslenzka Reðasafn en islandais) est exclusivement consacré à la phallologie, soit l'étude des phallus.
Créé en 1997 par Sigurður Hjartarson, le musée a notamment pour objectif de rassembler des spécimens de pénis de chaque mammifère existant en Islande. Il expose aussi des spécimens provenant d'espèces non acclimatées en Islande, ainsi que diverses œuvres d'art consacrées au pénis.
Les collections comprennent plus de 200 spécimens entiers de pénis, provenant de 46 espèces animales (dont 17 espèces de cétacés, avec un impressionnant pénis de baleine bleue, 7 phoques et morses, un ours polaire, des rongeurs, renards et visons, auxquels s'ajoute une collection folklorique de 23 objets se rapportant à plus de 16 espèces, et une section étrangère de plus de 40 objets, soit un total de 282 spécimens biologiques provenant de 93 espèces.
Les spécimens sont exposés séchés, sous verre, baignant dans des bocaux de formol ou accrochés aux murs.
Le musée compte aussi une collection artistique de 350 objets. Au rayon des curiosités sont présentés des sexes d'elfe, de cheval aquatique, d'homme-sirène ou d'épouvantail marin.
Depuis 2011, le musée possède également un spécimen humain, grâce à un don (post mortem) de Pall Arason,,.
Le directeur actuel du musée est Hjörtur Sigurðsson, fils du fondateur. Installé à l'origine à Reykjavik, le musée phallologique islandais a été délocalisé à Húsavík en 2004, avant de retrouver la capitale islandaise en 2012.
En 2022, le musée intègre dans ses collections un moulage en plâtre du pénis en érection de Jimi Hendrix, don de l'artiste Cynthia Albritton, copie d'une œuvre originale réalisée en 1968 d'après nature.